# Hartmann von Aue
Hartmann von Aue, névváltozat: Ouwe (1168 körül – 1210 után) német költő.

## Élete
Neve nem maradt fenn hivatalos iratokban, ezért életrajzi ismereteink saját műveiből illetve kortársai leírásaiból származnak. Működési helye bizonytalan, nyelve alapján valahol alemann nyelvterületen. Legvalószínűbb szülőhelye a Sváb hercegség, működése valószínűleg a burgundiai Zähring hercegi családhoz köthető. Kora egyik legműveltebb költője volt, műveltségét feltehetően egy kolostori iskolában szerezte. Valószínűleg részt vett egy keresztes hadjáratban, ám bizonytalan, hogy Barbarossa Frigyes 1189-es hadjáratában, vagy 1197-ben. 1195 körül lovaggá ütötték. Gottfried von Strassburg a Tristan című műben még mint élő írót említette (1210), Heinrich von dem Türlin azonban már halálát panaszolja 1220-ban.
Működése a középkori német irodalom virágkorára, a középfelnémet időszakra esett. Korában a kialakuló lovagi társadalom irodalmát túlnyomórészt világi témák uralták, ám ismertek teológiai ihletésű regényei is. A német lovagi epika leginkább a nyugat-európai lovagvilág közkeletű mondai forrásaiból merített.

## Művei
Művei stílusa alapján felállítható egy belső kronológia (ezt a kutatók szinte kivétel nélkül elfogadják), pontos évszámok azonban egyik esetben sem ismertek.
- 1180-1185 körül: a Klagebüchlein (Panaszkönyvecske) című didaktikus, lírai költeményében a test és a lélek vitázik egymással a lovagi szerelemről.
- 1185 körül: Erec című lovagi eposza a Németországban általa meghonosított kelta Artúr-mondakörre, illetve annak Chrétien de Troyes francia költő által készített feldolgozására épül, amelytől azonban megkülönbözteti finom stilizáltsága.
- 1187-1189 körül, szintén francia forrásra támaszkodva megírta Gregorius című verses legendáját: ebben a bűn és vezeklés problematikája foglalkoztatta, aszkézist és alázatot prédikált.
- 1195 körül: Der arme Heinrich (Szegény Henrik), eddig ismeretlen, valószínűleg latin forrásra utaló verses elbeszélés. A cselekményt a középkori német élet reális környezetébe helyezte.
- 1200 után: a 8000 sorból álló Iwein című eposz, ennek ugyancsak a Chrétien de Troyes által feldolgozott Artúr-mondakör volt a forrása.

Ezen kívül ismert 18 dala, amelyek közül a minne-dalok témájukban a Klagebüchleinnel mutatnak hasonlóságot. Három keresztes háborúról szóló dala formájában nem tér el a minne-daloktól, témájában azonban a lovagok Isten iránti kötelezettségét tárgyalják, azon belül is e kötelezettség eltérését a minne-köteléktől.
Bár sokáig nem tartották számon a jelentős lírikusok között, a népnyelvi szerzők közül a legnagyobbak közé tartozik. Eposzai teremtették meg később az udvaroknál elterjedt és kedvelt német verses regényt. Kortársai és késői utódai a legkiválóbb epikusok közt tartották számon. Henry Wadsworth Longfellow, Gerhart Hauptmann és Thomas Mann egyaránt merítettek költői anyagából.

### Klagebüchlein
Die Klage (Panasz) illetve Das Büchlein (Könyvecske) címen is ismert. Hartmann regényeihez hasonlóan e művét is párrímes sorokban írta. 1914 sorból áll, és az Erec-hez hasonlóan az Ambras-i hőskönyvben maradt fenn. Az allegorikus vitát egy bölcselkedő disputa formájában fogalmazta meg, szereplői az emberi herze (szív, mint a test szellemi központja) illetve lîp (test). Témája a minne (a középkori, emelkedett, kevésbé érzelmi értelemben vett szerelem) szerepe, és a férfi helyes viselkedése egy hölgy kegyéért versengve.
A téma a vallásos irodalomban meglehetősen elterjedt volt, azonban Hartmannéhoz hasonló világi vonatkozású művek csak a 14. században jelentek meg, amikor azt már elfeledték. A műben található utalás francia eredetre, azonban nem sikerült bizonyítottan rokonságot találni más művekkel.

### Erec
Az 1180-1190 körül keletkezett több mint 10.000 soros regény az első német nyelvű Artúr-regény, Chretien de Troyes Erec et Enide című regényének szabad adaptációja. Forrásául szolgálhatott ezen kívül a norvég Erex-saga is. Egyetlen szinte teljes szövege az Ambras-i Hőskönyvben maradt fenn.
A főszereplő Erec, egy tapasztalatlan, fiatal lovag Artúr király udvarában, akit a király szeme láttára foszt meg becsületétől Ider lovag. Egyetlen ruhában indul el visszanyerni becsületét, amikor meghallja, hogy Ider is részt vesz egy lovagi tornán, amelyet már kétszer megnyert. Elhatározza, hogy itt legyőzi a lovagot, így jut az elszegényedett Coralus gróf házába. Megígéri a grófnak, hogy feleségül veszi leányát, Enitét, ha az elkíséri a viadalra. Erec győz, az esküvőre Artúr udvarában kerül sor, Erec ezután átveszi apja birtokát Karnantban. Ám Enite miatt elhanyagolja uralkodói kötelezettségeit, ami szégyen egy lovag számára. Mikor erre rájön, vándorútra indul, és Enitét is magával viszi, ám megparancsolja neki, hogy nem szólalhat meg. Amikor felesége mégis figyelmezteti a közeledő rablókra, megbünteti, mint egy szolgát. Egy sor kalandon megy keresztül Enite támogatásával, ezért Erec megenyhül, és újra feleségeként bánik vele. Az utolsó harcban legyőzi az óriás Mabonagrint, ezzel visszatér Artúr udvarába, és visszanyeri becsületét. Ettől kezdve példás párként élnek Enitével.
Hartmann már első regényében továbbfejlesztette a hagyományos epikus kettőzést (a főszereplő a mű két részében hasonló kalandokon megy keresztül), és a mű második felében (ez teszi ki a szöveg 80%-át) újabb párhuzamos kaland-kettőst szerkesztett, a szakirodalom ezt "doppelter Kursus"-nak nevezi.

### Gregorius
A Gregorius eredeti címe Der guote sündere, amely fordítható "Jóságos bűnösként", de "Meggyógyult bűnösként" is. Versformában írott legenda, amelynek közvetlen forrása egy La vie du pape Grégoire című francia írás. A szöveg mondanivalóját a bűn és vezeklés váltakozása határozza meg: az anya-fiú vérfertőzésben a görög Oidipusz-dráma, a szentté váló bűnös legendájában több keresztény hagyomány (pl. Mária Magdolna története) ismerhető fel, bár ezek nem közvetlen forrásai a műnek.
A cselekmény a főszereplő szüleivel kezdődik: Aquitania özvegy ura halálos ágyán fiára bízza leányát, akik – az ördög cselvetése folytán – vérfertőzésbe keverednek. Ennek az éjszakának a gyümölcse Gregorius. A gyermeket ezután egy kosárban a tengerre bízzák (amolyan istenítéletként), a fiatal apa pedig vezeklésként a Szentföldre indul, ám elesik.
A gyermeket szerzetesek szabadítják meg, és nevelik fel, ám a mellé tett tábláról kiderül a származása, ezután – az apát tanácsa ellenére – Gregorius kilovagol. Amikor felszabadít egy ostromlott várost, e tettével elnyeri az úrnő kezét, és csak a nászéjszaka után derül ki – ismét a tábla segítségével -, hogy tulajdonképpen anyját vette nőül. Ez a bűn, főként hogy az anya másodszor követte el, sokkal komolyabb bűnhődést kíván. Gregorius a tengerhez vándorol, és egy sziklához láncoltatja magát, anyja önsanyargató vezeklésbe kezd. A lovag tizenhét évig szenved a sziklán, és isteni csoda segítségével marad életben. Ekkor jelenik meg Gregorius másik komoly bűne, a desperatio (lat., az isteni irgalom alábecsülése): nem ismeri fel e tényben az isteni irgalmat. Amikor a pápa meghal, a két legkomolyabb jelölt álmot lát: egy szent ember él egy aquitániai sziklához láncolva, ő legyen a következő pápa. Követeket küldenek, akik meg is találják Gregoriust, ám ő még ekkor sem hiszi el, hogy bűnére létezhet bocsánat. Mégis hajlandó a követekkel tartani, útját Rómáig csodajelek kísérik. Ekkor hiszi el, hogy van megbocsátás. Megkoronázzák, ezután megbocsát anyjának. Hartmann a történet kapcsán egy praesumptio (lat., az isteni irgalom túlértékelése) elleni epilógussal zárja a művet.
A mű öt teljes kéziratban és öt töredékben maradt fenn. Fontos megemlíteni, hogy bár a történet egyetlen Gergely nevű pápához sem kapcsolható, a középkor embere számára nem fiktív történet volt. Ezt igazolja az is, hogy kéziratai valódi legendák, és történelmi személyekről írt irodalmi művek között jelentek meg.
Legfontosabb feldolgozása Thomas Mann A kiválasztott c. regénye (1951)

### Szegény Henrik
Hartmann harmadik verses regénye egy főnemes története, akit Isten leprával sújt, amiből csak egy szűz leány véráldozata árán gyógyulhat meg. A műben udvari és vallási témák keverednek. Keletkezése idejéből nem ismerünk más hasonló elbeszélést. Egy rövid bevezetés nyitja a művet, ebből tudunk legtöbbet Hartmann személyéről.
A mű a svábföldi von Ouwe báró története, aki tökéletesen gyakorolt lovagi erényei miatt nagy tiszteletben és jómódban élt. Mindez azonban összeomlik, amikor Isten leprával sújtja, és a környezete elfordul tőle. A bibliai Jóbbal ellentétben Henrik nem Istenhez fordul, hanem a montpellier-i orvosok segítségét kéri, ők azonban tehetetlenek. Végül a salernoi iskola egyik orvosa jelentkezik, hogy tud egy megoldást Henrik számára, amelynek azonban nincsenek meg a feltételei: egy házasulandó korban lévő szűz leány vére gyógyíthatja meg, ha az önként feláldozza magát. Henrik elkeseredve tér vissza otthonába, eladja mindenét, és a szolgálatában álló Meier család udvarába költözik. Itt a család leánya (az A kézirat szerint nyolc, a B szerint tizenkét éves) ápolja a bárót, akit Henrik egy idő után játékosan kedvesének (gemahel) nevez. Három évvel később, mikor elmeséli a salernoi orvosok gyógymódját, a leány elhatározza, hogy feláldozza magát érte. Meggyőzi a szüleit és a bárót is, hogy önfeláldozását tekintsék Isten akaratának. Salernóba utaznak, ahol az orvos ugyan megpróbálja lebeszélni a lányt, az azonban ragaszkodik az áldozathoz. Végül Henrik az utolsó pillanatban közbelép, elfogadja a leprát mint Isten akaratát, és nem engedi megölni a lányt, aki ezt dühösen és elkeseredetten fogadja, hiszen úgy érzi, az örök élet lehetőségét rabolták el tőle. Hazautaznak, és Henrik útközben csodálatos módon meggyógyul. Hazaérve – a rangbéli különbség ellenére – összeházasodnak, Henrik visszanyeri társadalmi megbecsülését, a Meier családot pedig felszabadítja. Végül mindketten elnyerik az örök boldogságot.
Hartmann a mű bevezetőjében több műre hivatkozik, ahonnan témáját merítette. Mivel azonban sem a német, sem a francia, sem a latin irodalomból nem ismert hasonló mű, feltételezhető, hogy Hartmann (legalább részben) maga állította össze a történetet létező elemekből, majd arra hivatkozott, hogy olvasta valahol, hogy ezáltal műve hitelességét erősítse.
A rossz állapotú kéziratok miatt sok bizonytalanság veszi körül a művet. A Bibliában Jóbot Isten szintén leprával teszi próbára, erre épül a történet. A próba oka azonban nem ismert. A névtelen leány (akinek szerepe ezért alárendelt kellene hogy legyen) szinte egyenrangú a főszereplő Henrikkel, a mű egyik csúcspontja teológiailag és retorikailag tökéletesen felépített monológja, amelyben meggyőzi szüleit és a bárót, hogy fogadják el önfeláldozását. Feltűnő a főszereplő és a szerző névazonossága is. Hartmann talán ilyen módon kívánta igazolni rangjához képest alacsonyabb társadalmi helyzetét – a parasztlánnyal kötött házasság ugyanis a nemesi előjogok megvonásával járt volna.
A regény műfaja is kérdéseket vet fel. Rövidsége miatt inkább a lelkiségi irodalomhoz (legenda, csoda, példabeszéd) közelít, azonban az udvari regény számos eleme is megtalálható benne. Átfogó válasz talán az udvari csodatörténet, illetve egyfajta versnovella lehet.
A Gregoriushoz hasonlóan a Szegény Henrik is teológiai kérdésekkel foglalkozik. Isteni próbatételek sora jellemzi (a lepra, majd a kísértés, hogy más élete árán gyógyuljon meg), ezeken keresztül kora szabadságfogalmával, az isteni kegyelem és a szabad akarat kérdésével foglalkozik. Megjelenik a már említett praesumptio problematikája is, amelyet itt a leány képvisel: önfeláldozó halálától azonnali üdvösséget remél, szinte Istennel kötött üzletként tekintve erre.

### Iwein

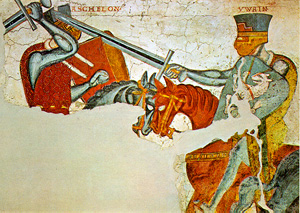
Iwein harca Askalonnal (Iwein freskó-ciklus, Rodenegg kastély)

Az Iwein Hartmann negyedik, 1200 körül befejezett Artúr-regénye. A mű Chrétien de Troyes Yvain ou le chevalier au lion című regényének szabad, verses fordítása.
A prológusban Hartmann megismétli a Szegény Henrikben leírt életrajzi adatait. A mű Artúr udvarában, Kalogrenant elbeszélésével kezdődik utazásáról, ami amolyan regény a regényben: egy kútnál egy varázserejű törpe megszégyeníti, ez a sikertelen âventiure kihívás a lovagok számára. Iwein kilovagol, legyőzi és a váráig kergeti Askalont, ott azonban fogságba esik, és csak Lunete, Laudine úrnő bizalmasa segítségével menekül meg. Lunete egy korábbi szolgálatáért egy gyűrűt is ad neki, amely láthatatlanná teszi. Így látja egy ablakból, amint Laudine elsiratja a halott Askalont, és szerelemre (minne) gyullad iránta. Mivel a halott sebei a legyőző jelenlétében vérezni kezdenek, keresni kezdik a láthatatlan lovagot. Végül Laudine azt mondja, hogy a legyőzőnek kell az úr örökébe lépnie férjként és lovagként. Végül sor kerül az esküvőre. Iwein lesz a kút őre, elsőként Artúr udvarával szemben kell megállnia, ez Keie legyőzésével sikerül is, az udvar ünnepli őket.
Iweint figyelmezteti barátja, Gawein, hogy egy lovagnak kötelessége becsületét (ére) újra meg újra megszerezni. Ellenpéldáként Erecet említi. Iwein ezért kilovagol, Laudine csak annyit hagy meg neki, hogy egy év és egy nap múlva visszatérjen (Ennyi idő után jár le ugyanis hűbérúri joga, ezután követelők léphetnek fel. Ez nincs említve a regényben, Hartmann feltételezi a tudást olvasójától). A búcsút úgy írja le, hogy Iwein és Laudine szívet cserélnek. Iwein tornákon vesz részt, azonban hat héttel túllépi a határidőt, és Laudine felbontja a házasságot. Iwein, becsületét és szerelmét elveszítve megőrül, ruháit letépve az erdőbe menekül. Narison úrnője meggyógyítja, ám tudomásul kell vennie, hogy már nem tartozik az udvarhoz.
Kilovagol, és Narison úrnőjét megszabadítja Aliers lovagtól. Az úrnő és a nép kéri, hogy legyen uruk és férj, ám ő Laudine iránti hűségből elutasítja ezt. Ezután megszabadít egy oroszlánt a sárkánytól, és az hűségesen mellette marad. Erről nevezik az oroszlános lovagnak. Visszatér a kúthoz, ahol az emlékektől majdnem ismét megőrül, ám Lunete magához téríti, és elmondja, hogy a házasságkötésben játszott szerepe miatt halálra ítélték, a Gerichtskampf (bírói döntéssel felérő párviadal) határideje másnap lejár. Iwein ezért úgy dönt, hogy harcol érte. Mivel azonban már szállásadójának is megígérte támogatását egy harcban, bajba kerül: a két időpont ütközik. Azonban az oroszlán segítségével még időben legyőzi Harpin óriást, és odaér Lunete segítségére. A vádlók legyőzött lovagjait máglyán elégetik, Laudine nem ismeri fel férjét új szerepében, és elítéli azt az asszonyt, aki ilyen lovagot elhagy – nem tudva, hogy ő maga az.
Mivel helyzete nem világos, újra kilovagol, és a "Sikertelen Kalandok" várában legyőz két óriást, hogy megszabadítsa egy gróf lányát és háromszáz foglyot. Kísérőjével visszalovagol Artúr udvarába, itt zajlik a Gerichtskampf a lány örökségéért nővérével szemben. A nővért Gawein védi, akivel napszálltáig harcolnak, így a harcot másnapra halasztják. Beszélgetés közben a lovagok felismerik egymást, Artúr pedig fogós kérdéseivel hozzásegíti a fiatalabb lányt örökségéhez. Iweint újra felveszik a kerekasztal lovagjai közé. Szerelmét azonban csak Lunete cselvetésével szerzi vissza: a lány megígérteti az úrnővel, hogy segít az oroszlános lovagnak visszahódítani hölgyét. Miután felfedik magukat, kénytelen megbocsátani.
A regény szerkezete a már említett epikus kettőzés és kettős út. Az első részben Iwein megszerzi, majd elveszti becsületét, a második részben kell visszaszereznie őket. Becsületét azért veszti el, mert feladatát (a kút őrzése és Laudine szolgálata) elhanyagolja. A második rész kalandjaiban ezért hölgyek védelmét és a határidők betartását kell gyakorolnia. Oroszlános lovagként azonban már rendelkezik azokkal a tulajdonságokkal, amelyeket az első részben még nem birtokolt.
Mivel az olvasók a mesés elemek miatt még inkább ideálisnak tekintik a regény szereplőit, Hartmann viselkedésmintát adhat nekik, bár a mesés elemeket így is erősen megkurtította. Iwein viselkedése minta lehet a főurak és a közszolgálatban állók számára.
A mű 33 kéziratban maradt fenn, ezenkívül kortársai sokszor idézik. Legjelentősebb modern feldolgozása August Klughardt Iwein-operája, amellyel Richard Wagner nyomdokain akart haladni, ám műve sikertelen maradt.

## Magyarul
- Der arme Heinrich. XIII. századi német költői elbeszélés; bev., jegyz., szótár Heinrich Gusztáv; Franklin, Bp., 1882
- Hartmann von Aue híres nevezetes versezete a szegény Henrik lovag bélpoklos megpróbáltatásáról, melyet magyar rigmusokban tolmácsolt Telekes Béla; Kner, Gyoma, 1922 (Monumenta literarum) – újrakiadás: 1982

## Külső hivatkozás
- Roy A. Boggs: Honlap Hartmannról, a kéziratok másolataival (angol nyelven). [2013. július 24-i dátummal az eredetiből archiválva]. (Hozzáférés: 2011. január 18.)